# Domenicamara
Domenicamara è un singolo del gruppo musicale italiano Canova pubblicato il 26 novembre 2018.

## Tracce
1. Domenicamara – 3:35